# (1355) Magoeba
(1355) Magoeba ist ein Asteroid des Hauptgürtels, der am 30. April 1935 vom südafrikanischen Astronomen Cyril V. Jackson in Johannesburg entdeckt wurde.
Der Asteroid ist nach Häuptling Magoeba des nördlichen Transvaal benannt.